# Loricatosaurus
Loricatosaurus là một chi khủng long, được Maidment Norman Barrett & Upchurch mô tả khoa học năm 2008.